# Märkisches Viertel
Märkisches Viertel, Berlin-Märkisches Viertel – dzielnica (Ortsteil) Berlina w okręgu administracyjnym Reinickendorf. Od 1 czerwca 1999 w granicach miasta.